# Княжицкий, Николай Леонидович
Николай Леонидович Княжицкий (укр. Микола Леонідович Княжицький; род. 2 июня 1968, Львов) — украинский журналист, народный депутат Украины. В прошлом руководитель медийных компаний и телеканалов Tonis и СТБ, УТ-1, Газеты 24, телеканала ТВі. Был членом Национального совета Украины по вопросам телевидения и радиовещания. Член австрийского Международного института прессы. Женат, имеет 2 сыновей и дочь. Продюсер ряда документальных фильмов.

## Биография

### Ранние годы
Родился 2 июня 1968 года во Львове, в семье преподавателей. В 1985 году поступил на факультет журналистики Киевского государственного университета, диплом получил в 1992 году. Обучение на два года было прервано военной службой — с июня 1986 по май 1988. В конце 1990-х получил второе высшее образование на факультете международного права и бизнеса Института последипломного образования Львовского национального университета имени Ивана Франко.

### Карьера
После службы в армии, параллельно с учёбой в вузе начал работать по специальности.
- С февраля 1989 по январь 1991 специальным корреспондентом редакции информации, ведущим программы «Вечерние новости» и корреспондентом Центрального телевидения «Телевизионная служба новостей» на Украине Гостелерадио УССР.
- С февраля 1991 по январь 1992 — заведующий корреспондентского пункта совместного советско-канадского предприятия «телерадиокомпания Мост». Корреспондент на Украине программы Вести Российской государственной телерадиокомпании, программа стала выходить в эфир с 13 мая 1991.
- С февраля по июнь 1992 года — специальный корреспондент анализа и прогноза Гостелерадио Украины, соведущий с Александром Ткаченко программы «Окна».
- С июля 1992 по ноябрь 1994 — директор Центра телевизионного творчества (телепрограмма «Окна»). Один из инициаторов создания сети негосударственных станций УНИКА. В 1992 году против него было возбуждено уголовное дело за клевету, которую вёл исполняющий обязанности начальника главного следственного управления ГПУ Болибок. Адвокатами по делу были Юрий Айвазян и Виктор Никазаков. За несколько месяцев дело под давлением прессы и общественности было закрыто.
- С декабря 1994 года по октябрь 1998 — президент ЗАО «Международный медиа центр — СТБ», ведущий программы «Рейтинг».
- С 1997 года — президент телеканала СТБ и ведущий телепрограммы «Окна-еженедельник».
- С сентября 1998 года — президент, а с 2 октября 1998 по 17 ноября 1998 — председатель правления государственной акционерной компании «Украинское телевидение и радиовещание» и президент «Национальной телекомпании Украины».
- С декабря 1998 по апрель 1999 года — председатель административного совета ЗАО «Международный медиа-центр СТБ».
- С 16 марта 1999 по 20 апреля 2000, а также с 18 мая 2000 по 29 марта 2002 был членом Национального совета Украины по вопросам телевидения и радиовещания (по квоте Верховной Рады). Находясь в отпуске при баллотировании в Верховную Раду, был досрочно снят с должности. В дальнейшем работал директором и был совладельцем (9 % акций) компании «Медиадом», владевшая активами телеканала Tonis и Газеты 24. После того, как ряд журналистов, в частности Виталий Портников, освободившихся от работы с газетой и телеканалом, обвинив владельцев в попытках ввести цензуру, Николай Княжицкий в ноябре 2007 года также ушёл из компании. Публично объявив о рейдерском захвате своей доли со стороны Костерина, который на тот момент был председателем Партии Зелёных Украины.
- С 2008 Николай Княжицкий вместе с частью сотрудников, уволившихся из компании «Медиадом», начал новый проект — телеканал ТВі («International Media Company»). Княжицкий занимает должность главного директора ТВі, также на телеканале ведет еженедельную авторскую передачу «Вечер с Николаем Княжицким».

### Политическая карьера
Баллотировался, как самовыдвиженец на парламентских выборах 2002 года, по округу № 117 (Львовская область). На выборах занял второе место с 14,4 % голосов, уступил члену партии «Наша Украина» Павлу Качуру. Судился с результатами голосования, однако проиграл в апелляционном суде Львовской области. По словам самого Княжицкого, именно с его баллотированием в Верховную Раду связано его внезапное увольнение с должности члена Национального совета Украины по вопросам телевидения и радиовещания.
30 июля 2012 года стало известно, что Княжицкий баллотируется в Верховную Раду Украины по списку объединённой оппозиции «Батькивщины» под 11-м номером. На время кампании он взял отпуск с должности гендиректора телеканала ТВі. В Верховной Раде 7-го созыва глава подкомитета по вопросам телевидения и радиовещания Комитета по вопросам свободы слова и информации.
Народный депутат Украины 8-го созыва от партии «Народный фронт» (№ 34 в избирательном списке). Глава комитета по вопросам культуры и духовности.
9 апреля 2015 года проголосовал за признание статуса борцов за независимость Украины в XX веке всех формирований националистического толка, в том числе участвовавших в оккупации современных украинских земель на стороне Германской империи и Третьего рейха.
25 декабря 2018 года включён в список украинских физических лиц, против которых российским правительством введены санкции.
На парламентских выборах 2019 года был кандидатом от «Европейской солидарности» по избирательному округу № 116 (часть Шевченковского района города Львов). Стал победителем голосования, получив 23,05 % (20 089 голосов) и обойдя кандидатов от «Голоса» Марту Романяк (20,09 %, 17 511) и «Слуги Народу» Ростислава Мельника (13,12 %, 11 439).
На местных выборах 2020 года курировал избирательную кампанию «Европейской солидарности» в Прикарпатье.

## Награды
- Наградное оружие — пистолет «Форт-17-05» (31 марта 2014)[6].
- Орден «За интеллектуальную отвагу» (2012).

## Личное
- Владеет украинским, английским, польским и русским языками.
- Увлекается литературой.

## Семья
- Жена — Княжицкая Лариса Францевна, в девичестве Чеховская, пресс-менеджер, 1970 года рождения. Лариса Княжицкая является практически единоличной владелицей телеканала «Эспрессо ТВ».
- Сын — Княжицкий Леонид, 1992 года рождения.
- Дочь — Анастасия, 2005 года рождения.
- Сын — Антон, 2014 года рождения